# タマミジンコ科
タマミジンコ科（タマミジンコか、Moinidae）は、ミジンコ類の分類群の一つ。タマミジンコ属 Moina とタマミジンコモドキ属 Moinodaphnia の2属を含む。

## 特徴
ミジンコ科によく似たもので、かつてはミジンコ科に含めた。全身を甲殻に包まれていること、二叉の第二触角の様子、遊泳脚が同型でないこと、回曲せずに伸びる消化管などは共通の特徴である。
異なる点としては、頭部が比較的大きく、口の上に吻が発達しない。また、第一触角が大きく発達して前に伸び、その基部は狭まって可動であることが目立つ。雌ではこれが長楕円形で、まるで葉巻を銜えたような形であるが、雄ではその先端がさらに長く伸び、その先端に小さな鉤などを持つ。これは雌を把持する時に役立つとされる。
また、尾の先端部は長い三角形で先端の尾爪に向かって細まり、ここに1個の叉状爪と数個の小さな爪の列がある。種の分類的な特徴もこの部分に現れる。
また、甲殻は左右から扁平でなく、全体に丸く膨らむ。タマミジンコの名はこれによる。ただしこれは主として雌についてであり、雄ではやや細身の形をしている。また、殻の後端に殻刺が発達せず、せいぜい鈍い角を作る程度。
浅い淡水域に生息し、時に大発生する。水田でよく繁殖して高い密度になるのが見られるのもこの類であることが多い。
生活環としては、雌は単為生殖で雌の子供を産むことを繰り返すが、雄を産み、交尾して耐久卵を産むこともある。ミジンコ属などではこの交尾しての生殖が年一回であったり、あるいは春秋二回である例が多いが、この属では何度も雄が出現して耐久卵を産む（多環性とも言う）ので、様々な季節に耐久卵を見ることができる。
金魚の養殖など、稚魚の餌として用いられるのはこの属のタマミジンコ M. macrocarpa であることが多く、そのために池に肥料を投下して繁殖させる例もある。

## 下位分類
約50種が記載されているが、実際の種数は半分程度といわれる。タマミジンコ属のものがより普通。タマミジンコモドキ属は、タマミジンコ属によく似ているが、通常の眼の他に、小さな単眼を持つ点などで異なっている。
代表的なものを挙げる。
- Moina Baird, 1850　タマミジンコ属
  - M. macrocarpa (Straus)　タマミジンコ：北半球の広い地域に知られ、日本でも全国に見られる。夏季に浅い水域によく出現し、水田にも見られ、時に大繁殖して水の色が変わって見える。養魚場などで養殖されるのもこれとされる。
  - M. micrura Kura　スカシタマミジンコ：熱帯域に広く分布し、日本では前種より温暖な地域に多く見られる。
  - M. weismanni Ishikawa　ワイズマンタマミジンコ：世界各地に見られるが、日本では東北以南から知られる。タイプ産地は東京近郊。

他に、上野(1973)などは M. rectirostris ホソタマミジンコを挙げているが、田中・小鹿(2007)は日本でこの名を当てられているものをスカシタマミジンコのシノニムであると述べ、国外ではこの名を当てられるべきものはあるが、国内にはいないとしている。
- Moinodaphnia Herrick, 1887　タマミジンコモドキ属
  - M. macleayii King　タマミジンコモドキ：世界各地に知られるが、日本では最近発見されたばかりで、2005年に初めて報告されたものである。